# Hull (Teksas)
Hull – jednostka osadnicza w Stanach Zjednoczonych, w stanie Teksas, w hrabstwie Liberty.